# Poslednije nowosti
Poslednije nowosti (russisch Последние новости, wiss. Transliteration Poslednie novosti; auch Posledniye novosti; „Neueste Nachrichten“) war eine russische weiße Emigrantentageszeitung, das Organ der Konstitutionell-Demokratischen Partei (Kadetten). Sie wurde von April 1920 bis Juli 1940 in Paris herausgegeben. Ihr Herausgeber war P. N. Miljukow.